# Joseph Pirazzi
Joseph Pirazzi (* 14. Januar 1799; † 31. Dezember 1868 in Offenbach am Main) war ein deutscher Unternehmer, Autor und Dichter, der die deutschkatholische (heute:  freireligiöse) Gemeinde Offenbachs gegründet hat. Nach der Familie Pirazzi ist in Offenbach am Main eine Straße benannt.

## Leben
Joseph Pirazzi wurde am 14. Januar 1799 als erster Sohn des aus Piemont stammenden Kaufmanns Giorgio Pirazzi geboren. Die Familie Pirazzi gründete in Offenbach am Main eine Fabrik zur Herstellung von Saiten und  Kolophonium, welche noch heute unter dem Namen Pirastro besteht. Joseph Pirazzi war der Vater von Emil Pirazzi, einem damals bekannten Publizisten und Dramatiker. Joseph Pirazzi übernahm von seinem Vater die Leitung des Familienunternehmens. Gleichzeitig betätigte er sich als Publizist, Dichter, Lokalpolitiker und Unterstützer der deutschkatholischen Idee.

## Wirken
Joseph Pirazzi betätigte sich vor allem in den Jahren zwischen 1830 und 1840 als Dichter und Lyriker. Seine Werke veröffentlichte er vorzugsweise in Tageszeitungen wie das Frankfurter Journal. Im Februar 1845 arbeitet er, zusammen mit dem Sprachforscher und späteren Ehrenbürger Offenbachs, Lorenz Diefenbach  an der Reform des Katholizismus in Deutschland. Diese Ideen stellt Pirazzi am 3. März gleichen Jahres in Mainz dem damaligen katholischen Bischof Peter Leopold Kaiser vor, welcher die Reformpläne jedoch ablehnt. Zwei Tage später gründet Pirazzi in Offenbach die deutschkatholische Gemeinde, die erste dieser Art in Südwestdeutschland. Der Gemeinde bleibt Pirazzi bis zu seinem Tod verbunden. Im Revolutionsjahr 1848 betätigt sich Joseph Pirazzi als Sprecher der Offenbacher Bürgerdelegation in Darmstadt und setzt sich für den Bau und Inbetriebnahme der Eisenbahnstrecke Frankfurt am Main – Offenbach – Hanau ein.